# Liste des gouverneurs de Miyagi
Liste des gouverneurs de la préfecture de Miyagi :

## Gouverneurs élus (depuis 1947)
| Nom                | Investiture      | Fin du mandat    | Nombre de mandat(s) | Parti |
| ------------------ | ---------------- | ---------------- | ------------------- | ----- |
| Saburō Chiba       | 12 avril 1947    | 3 mars 1949      | 1                   |       |
| Kajuji Sasaki      | 25 février 1949  | 4 septembre 1952 | 1                   |       |
| Otogorō Miyagi     | 5 octobre 1952   | 4 octobre 1956   | 1                   |       |
| Yasushi Ōnuma      | 4 octobre 1956   | 12 janvier 1959  | 1                   |       |
| Yoshio Miura       | 4 mars 1959      | 8 février 1965   | 2                   |       |
| Shintarō Takahashi | 28 mars 1965     | 27 mars 1969     | 1                   |       |
| Sōichirō Yamamoto  | 28 mars 1969     | 27 mars 1989     | 5                   |       |
| Shuntarō Honma     | 28 mars 1989     | 4 octobre 1993   | 1                   |       |
| Shirō Asano        | 21 novembre 1993 | 20 novembre 2005 | 3                   |       |
| Yoshihiro Murai    | 21 novembre 2005 | —                | 2 (en cours)        |       |